# إيغور كوناشينكوف
إيغور يفغينيفيتش كوناشينكوف هو ناطق رسمي لوزارة دفاع الاتحاد الروسي ولواء. ولد في كيشيناو في عام 1966. تخرج من المعهد العسكري في جيتومير في عام 1988 وأكاديمية الدفاع الجوي والفضاء جوكوف والأكاديمية العسكرية لهيئة الأركان العامة للقوات المسلحة الروسية في عام 2006. من عام 2003 حتى الآن هو مساعد في العلاقات العامة لقائد منطقة شمال القوقاز العسكرية. من عام 2015 فصاعدا هو مسؤول عن مؤتمرات صحفيية لصحفيين الأجانب عن العمليات العسكرية الروسية في سوريا خصوصا عن العمليات من مجموعة القوات الجوية الفضائية الروسية في سوريا التي كانت متمركزة في قاعدة حميميم.
1. ↑  "Guerra Rusia-Ucrania: los combates llegaron a las calles de Kiev y un edificio fue alcanzado por los misiles rusos" (بالإسبانية).
2. ↑  "Dramática jornada en Kiev: ya son los 198 civiles ucranianos muertos tras el ataque ruso" (بالإسبانية).